# Іранські удари 2025 року по авіабазі Аль-Удейд
Іранські удари 2025 року по авіабазі Аль-Удейд — ракетна атака Ірану по авіабазі Аль-Удейд (قاعدة араб. العديد الجوية) на південний захід від Дохи, Катар.

## Напередодні
23 червня 2025 року з'явилися повідомлення, що Іран розмістив ракетні установки для можливого удару у відповідь. Іран попередив Катар і США за кілька годин до атаки.
ОАЕ закрили повітряний простір для вхідних рейсів із заходу, тоді як Іран закрив свій повітряний простір для всіх, крім рейсів із спеціальним дозволом на польоти.
Американські військові літаки почали евакуацію авіабази Аль-Удейд у Катарі, яка є регіональним штабом Центрального командування США (CENTCOM). Супутникові зображення бази, зроблені Planet Labs за кілька хвилин до атаки, показали, що вона була майже порожньою від літаків.

## Атака
23 червня 2025 року Іран здійснив балістичний удар по американскій авіабазі Аль-Удейд у Катарі, що було частиною операції «Хороша звістка про перемогу» (перс. عملیات بشارت فتح) у відповідь на удари США 22 червня в рамках операції під кодовою назвою «Опівнічний молот» (англ. Midnight Hammer) по іранських ядерних об'єктах під час Ірано-ізраїльської війни.

### Інші удари
Іракські державні ЗМІ повідомили про атаки безпілотників на військову базу Таджі в Іраку, цитуючи військового чиновника, але заявили, що жертв не було. Іранське інформаційне агентство Tasnim повідомило про удари безпілотників по американському комплексу Victory Base поблизу міжнародного аеропорту Багдада.Також повідомлялося, що військова база Балад в Іраку зазнала нападу. Іранське інформаційне агентство Tasnim заявило, що в межах бази було чути два вибухи. Телевізійна мережа Al Sumaria також повідомила про атаку на радіолокаційні системи на базі Імам Алі в Іраку.

## Реакція

### Іран
Після ударів КВІР заявив, що подальша агресія з боку США призведе до «колапсу» американської військової присутності в регіоні, назвавши американські бази в регіоні «головними слабкими місцями та ахіллесовою п'ятою цього войовничого режиму». Верховний лідер Ірану аятола Алі Хаменеї заявив:
|               | Ми нікому не завдали шкоди. І ми не терпітимемо жодних утисків ні від кого за жодних обставин. |
| — Алі Хаменеї |                                                                                                |

Заступник міністра закордонних справ Ірану з питань політики Маджид Тахт-Раванчі зазначив, що Іран продовжуватиме дотримуватися Договору про нерозповсюдження ядерної зброї, попри попередні погрози Ірану вийти з нього.

### Катар
Катар рішуче засудив іранський напад на авіабазу Аль-Удейд на своїй території, додавши, що катарські системи протиповітряної оборони успішно перехопили ракети і що людських жертв не було. Катар заявив, що дії Ірану можуть спричинити «катастрофічні наслідки для міжнародного миру та безпеки». Речник Міністерства закордонних справ Маджед аль-Ансарі зазначив, що Катар залишає за собою право «відповісти безпосередньо, пропорційно до характеру та масштабу цієї явної агресії».

### США
Президент США Дональд Трамп відкинув іранський напад, назвавши його «дуже слабкою відповіддю», і подякував Ірану за попереднє повідомлення про удари. Він також закликав Іран скористатися можливістю «перейти до миру та гармонії в регіоні» і заявив, що «з ентузіазмом заохочуватиме Ізраїль зробити те саме». Через п'ять годин після ударів Трамп заявив, що Іран та Ізраїль погодилися на пропозицію припинення вогню, і що Іран припинить бойові дії опівночі 24 червня, а Ізраїль — через 12 годин. За даними Reuters, «високопоставлений іранський чиновник» підтвердив це, зазначивши, що пропозицію висунули США за посередництва Катару.

### Міжнародна реакція
- : Алжир засудив «кричуще і неприйнятне порушення» та підтвердив свою «солідарність і підтримку братньої держави Катар».[31]
- : Бахрейн заявив про свою «повну підтримку братньої держави Катар після іранського нападу на її територію».[24]
- : Єгипет рішуче засудив напади на Катар як «порушення його суверенітету».[32]
- : Президент Франції — Еммануель Макрон заявив, що «Франція солідарна з Катаром»[24] і закликав усі сторони «виявляти максимальну стриманість, деескалувати та повернутися за стіл переговорів», додавши, що «спіраль хаосу має припинитися».[33]
- : Ірак охарактеризував напад як «небезпечну та прискорюючу ескалацію», що може розширити конфлікт.[32]
- : Йорданія рішуче засудила напад, назвавши його «кричущим порушенням» суверенітету Катару.[32]
- : Кувейт висловив «рішучий осуд і засудження нападів на авіабазу Аль-Удейд у братній державі Катар» і заявив про «повну підтримку» Катару.[24]
- : Президент Джозеф Аун і прем'єр-міністр Наваф Салам засудили напади та висловили солідарність із Катаром.[34][32]
- : Марокко засудило те, що назвало «кричущим ракетним ударом», і підтвердило свою повну солідарність із Катаром.[32]
- : Оман засудив напад і назвав його «порушенням суверенітету країни», але звинуватив Ізраїль у нападі на Іран 13 червня.[34]
- : Палестинська автономія засудила іранські удари як кричуще порушення суверенітету Катару.[24]
- : Саудівська Аравія засудила іранський напад у Катар «у найсильніших виразах», назвавши його «кричущим порушенням міжнародного права».[35]
- : ОАЕ засудили «у найсильніших виразах» напад на авіабазу та висловили солідарність із Катаром.[36]